# Токой, Тюне Оскаровна
Тюне Оскаровна Токой (фин. Tyyne Oskarintytär Tokoi; 25 августа 1903, Каннус, Финляндия — 15 ноября 1937, Ленинград, СССР) — финская коммунистка. Поселилась в Советском Союзе и возглавляла Ленинградское отделение Коммунистической партии Финляндии (СКП) в 1930-е годы. Расстреляна за контрреволюционную деятельность во время большого террора.

## Биография
Тюне Токой была дочерью Оскари Токоя, известного политика социал-демократа. Оскари Токой бежал в Россию в конце Гражданской войны в Финляндии в 1918 году, но позже в том же году оставил свою семью в Санкт-Петербурге в качестве союзника Великобритании в Мурманском легионе.
Токой также осталась в Санкт-Петербурге после того, как несколько лет спустя её мать уехала из России, и она приняла коммунистическое мировоззрение. Работала в СКП с 1919 года и училась на финском секторе в Университете западных меньшинств в 1922—1925 годах, после чего два года работала в Советской Карелии. В 1926 году вступила в Советскую Коммунистическую партию. С 1927 по 1931 год Токой была помощницей Финского революционного исследовательского совета, который составлял историю гражданской войны. В марте 1931 года назначена уполномоченной СКП в Ленинграде. В задачу этого бюро входило наблюдение и ведение секретной сети вех через финскую границу на карельском побережье, по которым коммунисты переправлялись из Финляндии в Советский Союз и из Советского Союза в Финляндию, а также расследование политической достоверности все те, кто пересек и покинул границу.
В ноябре 1935 года по приказу Тюне Токой Антти Пюлсю, финский красный офицер, бывший учителем Склянского пехотного училища в Ленинграде, был отделен от Красной армии. Тогда же в декабре 1935 года партбилет Токой был конфискован, и она также была официально отстранена от должности комиссара СКП в Ленинграде, но неофициально продолжала занимать эту должность до 1937 года, поскольку все ещё пользовалась доверием московского руководства СКП. Официально работал смотрителем Ленинградской государственной библиотеки. Токой и Пюлсю были арестованы в начале августа 1937 г., а вскоре было уничтожено все ленинградское отделение СКП. Они были приговорены к смертной казни 10 ноября 1937 года и через пять дней были казнены.